# Armando Alfageme
Armando André Alfageme Palacios (Lima, 3 novembre 1990) è un calciatore peruviano, centrocampista dell'UCV Moquegua.

## Carriera

### Club
Ha giocato nella prima divisione peruviana.

### Nazionale
Nel 2016 viene convocato per la Copa América Centenario negli Stati Uniti. 

## Palmarès

### Club

#### Competizioni nazionali
- Campionato peruviano: 1

Universitario: 2009